# Istenszülő bevezetése a templomba templom (Felgyógy)
A felgyógyi Mária templombamenetele-templom műemlék Romániában, Fehér megyében. A romániai műemlékek jegyzékében az AB-II-m-A-00229 sorszámon szerepel.